# Émeutes de 2011 en Angleterre
Les émeutes de 2011 en Angleterre, au Royaume-Uni sont une série d'émeutes ayant lieu du 6 au 10 août 2011 à Londres et dans d'autres villes anglaises.
Survenant après la mort d'un homme de 29 ans à la suite de son interpellation par la police dans le quartier de Tottenham, quartier multiethnique et plutôt pauvre du nord de la capitale britannique, elles donnent lieu à des affrontements violents avec la police, à des pillages et à des incendies volontaires. Elles gagnent d'autres quartiers de Londres le 7 août et s'étendent le 8 août à d'autres grandes villes d'Angleterre, comme Birmingham, Liverpool,  Manchester et Bristol.

## Origines

### Fusillade
Le 4 août 2011, Mark Duggan, Britannique d'origine antillaise né le 15 septembre 1981 et père de 4 enfants, soupçonné d'être un trafiquant de cocaïne et d'appartenir au Star Gang,, est abattu alors que la police tentait de l'interpeller.
Selon la police, la mort du résident de Tottenham serait survenue lorsque des agents de l'Opération Trident (en) ont voulu arrêter le taxi (en) dans lequel Duggan avait pris place. Trident est une unité spéciale chargée d'enquêter « sur les crimes impliquant des armes à feu au sein de la communauté noire ». 
De son côté, la compagne de Duggan affirme à Channel 4 News que son compagnon n'appartenait pas à un groupe criminel et réclame une plus grande transparence des autorités.
Le 9 juin 2020, le laboratoire d'investigation Forensic Architecture publie les résultats d'une enquête effectuée à la demande des avocats de la famille de Mark Duggan. La reconstitution de l'intervention des forces de l'ordre semble invalider leur version des faits : Mark Duggan ne portait pas d'arme à feu au moment de sa mort, et il semble improbable qu'il ait pu s'en débarrasser avant. La situation de légitime défense ne serait donc pas établie.

### Manifestation
Le 6 août, une marche est organisée par les proches de Mark Duggan demandant justice pour la famille. L'itinéraire prévu part de Broadwater Farm (en) pour arriver au commissariat de police du quartier de Tottenham.
En début de soirée, des policiers matraquent une jeune fille de 16 ans qui aurait lancé un caillou, cristalisant les tensions. Les émeutes sont d'abord menées par environ 300 manifestants à Londres dans le quartier de Tottenham, dans la soirée du 6 août. Des voitures de police, un autobus et un magasin sont incendiés vers 22 h 30 heure locale (23 h 30 HEC) ; plusieurs magasins sont pillés par les émeutiers. 26 policiers sont blessés, l'un d'entre eux avec des blessures à la tête.

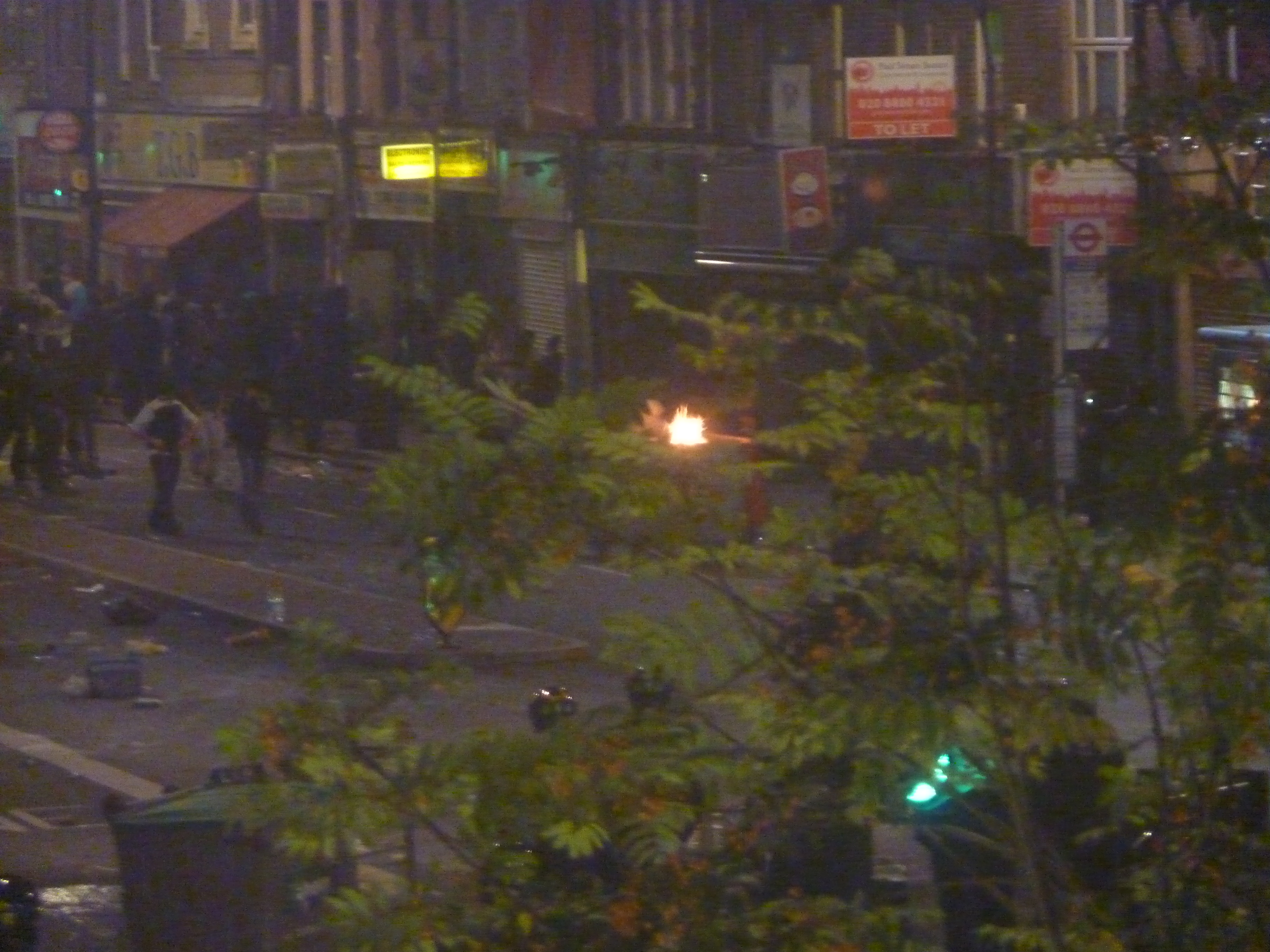
Manifestants faisant front devant les forces de police la soirée du 6 août 2011, aux alentours de 22 h.
- Incendie d'un bâtiment. Construit pour le London Co-operative Society en 1930, le bâtiment comprenait un Carpetright (en) au rez-de-chaussée et de nombreux appartements sur les étages supérieurs.
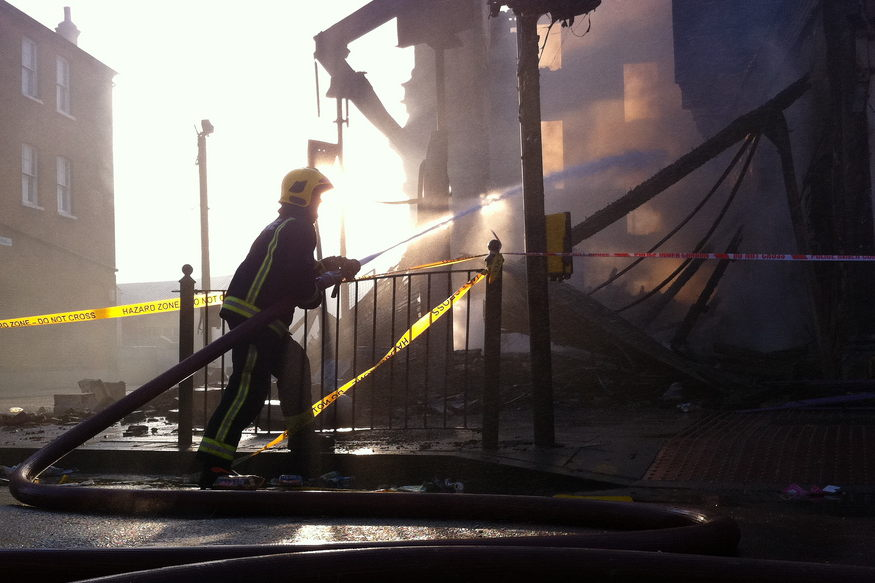
Un pompier londonien en action au matin du 7 août.
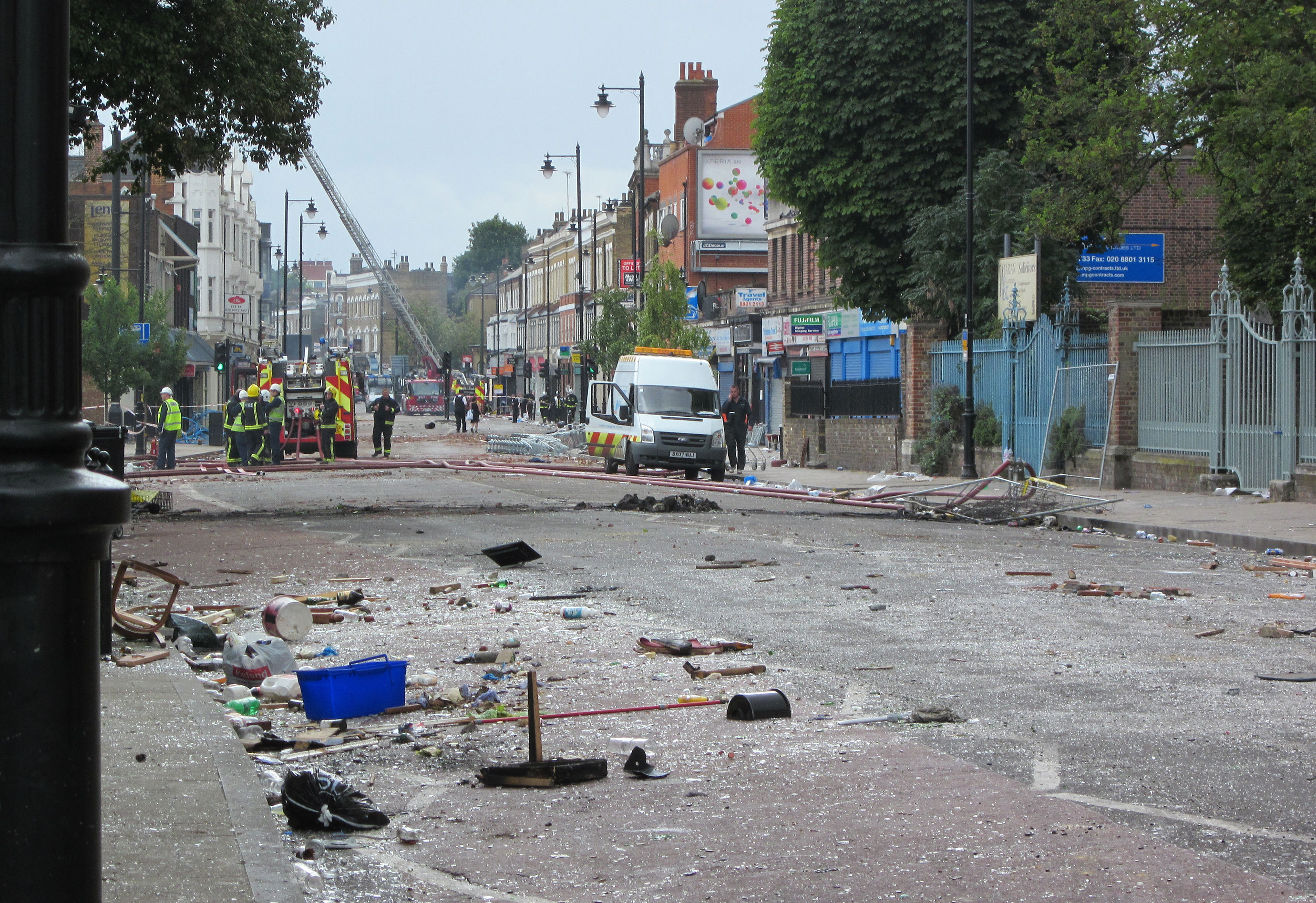
Situation du centre de Tottenham ; photo prise le 7 août à 14 h.

## Extension des violences
Le 7 août, de nouveaux incidents éclatent dans les quartiers de Enfield, Islington et Walthamstow. Le quartier de Brixton a subi des « pillages de magasins, des destructions de voitures et de bâtiments ». Selon la police, 215 individus auraient été arrêtés au cours des deux premières nuits. 
Dans la nuit du 8 au 9 août, le phénomène s'étend à d'autres boroughs de Londres : des poubelles, des véhicules et des immeubles sont incendiés dans la capitale à Croydon, Peckham, Lewisham et Clapham dans le sud et des pillages ont lieu dans les rues d'Hackney à l'est, Camden dans le nord et Ealing à l'ouest.
Des troubles ont également éclaté à Birmingham, seconde ville d'Angleterre, qui a été le théâtre de pillages de boutiques dans le principal quartier commerçant de la ville. La police rapporte aussi « des actes isolés de violence et de pillage » à Liverpool et à Bristol.
Un jeune homme de 26 ans a été tué par balle dans le borough de Croydon.
Ces évènements surviennent alors que le chef de la Metropolitan Police a démissionné le mois précédent du fait de l'affaire News of the World ; les forces de police ont concédé avoir le plus grand mal à canaliser les bandes d'émeutiers qui interviennent sur un quartier de la capitale, car elles ne restent pas dans leurs quartiers d'origine.

« Escalade des violences » de Tottenham à Londres, puis au pays entier la journée du 8 août 2011
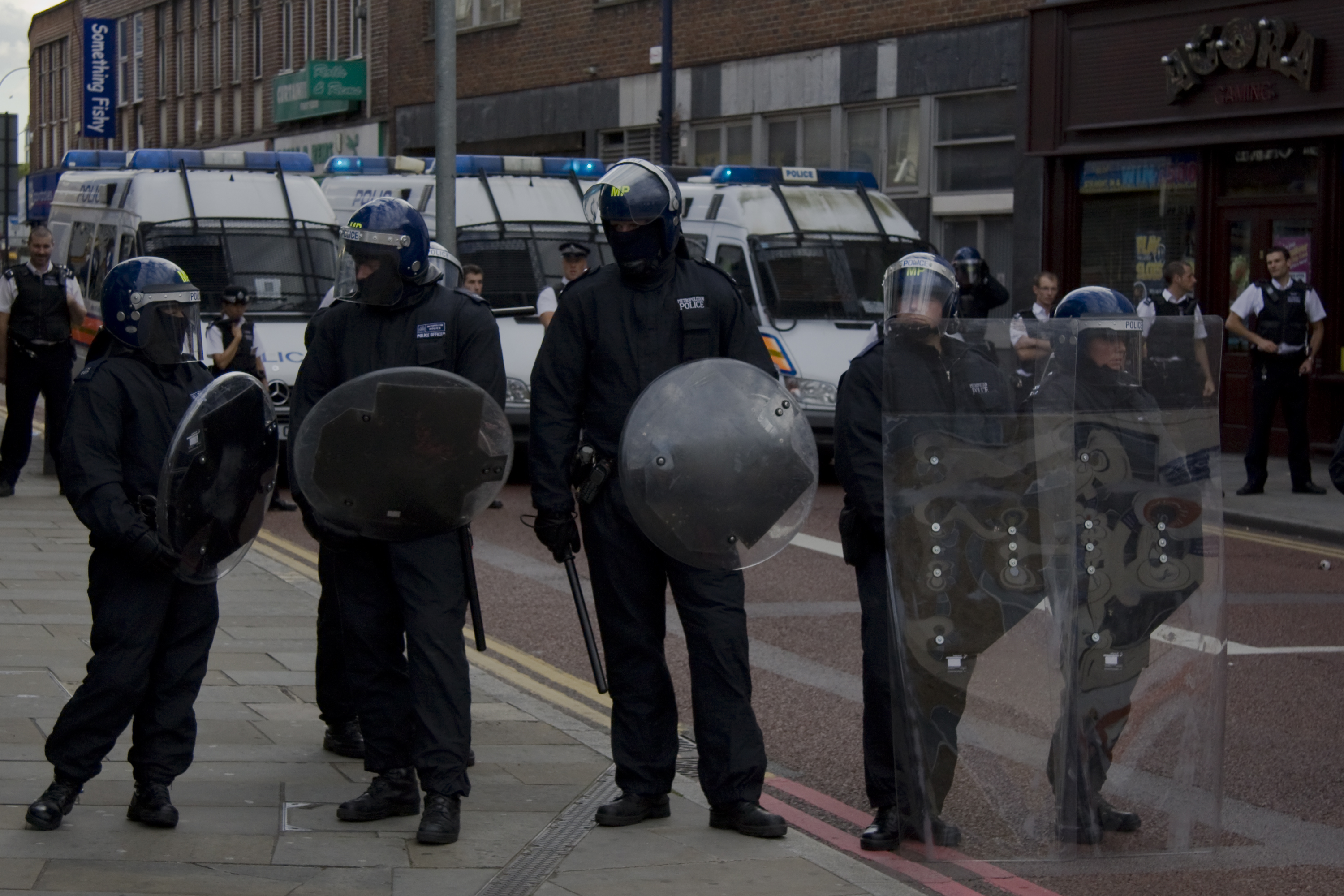
Déploiement de la police antiémeute à Lewisham le 8 août, peu avant 15 h.
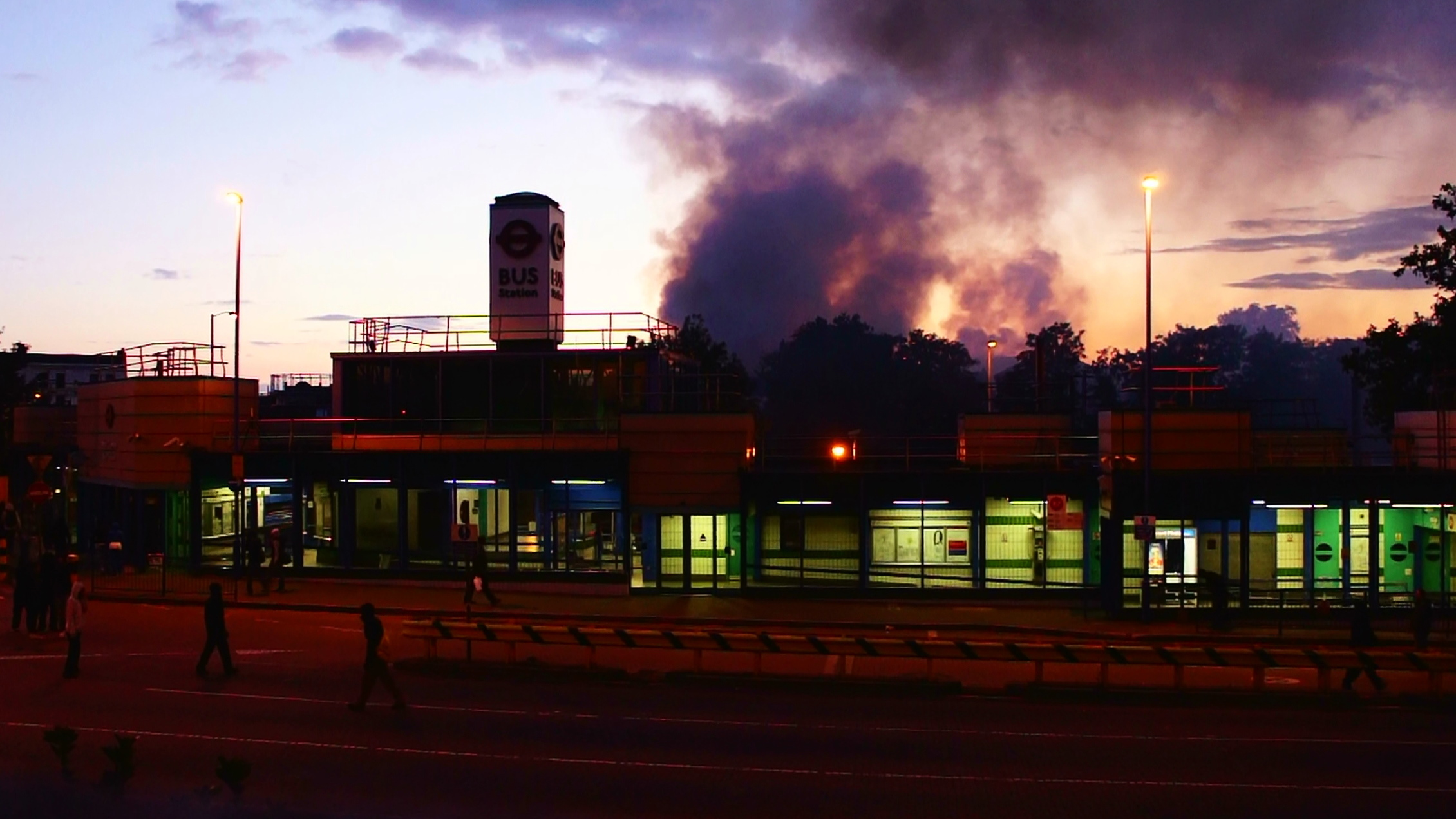
De la fumée s'échappe au-dessus de la gare routière de West Croydon (banlieue sud) ; 8 août, 21 h.
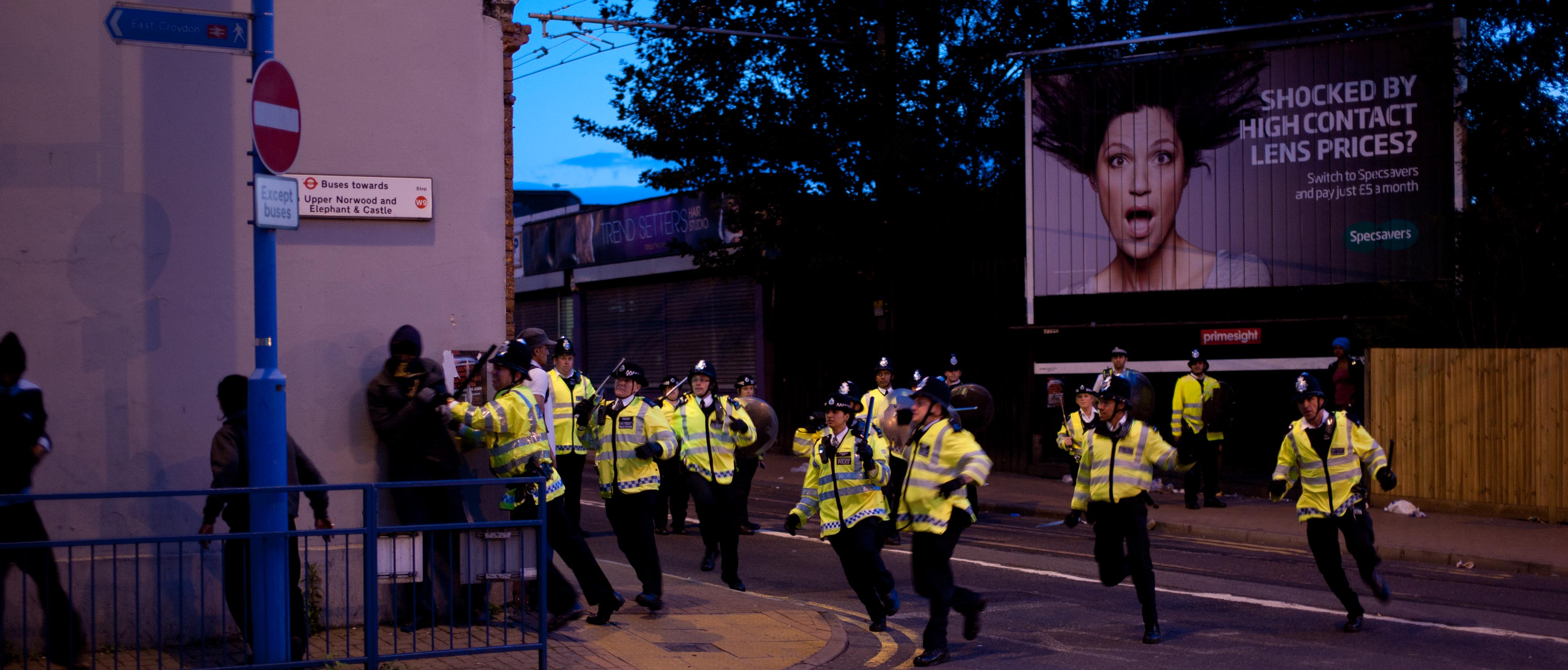
Charge de bobbies sur des manifestants cagoulés à Pitlake (Croydon), la nuit du 8 août (21 h).
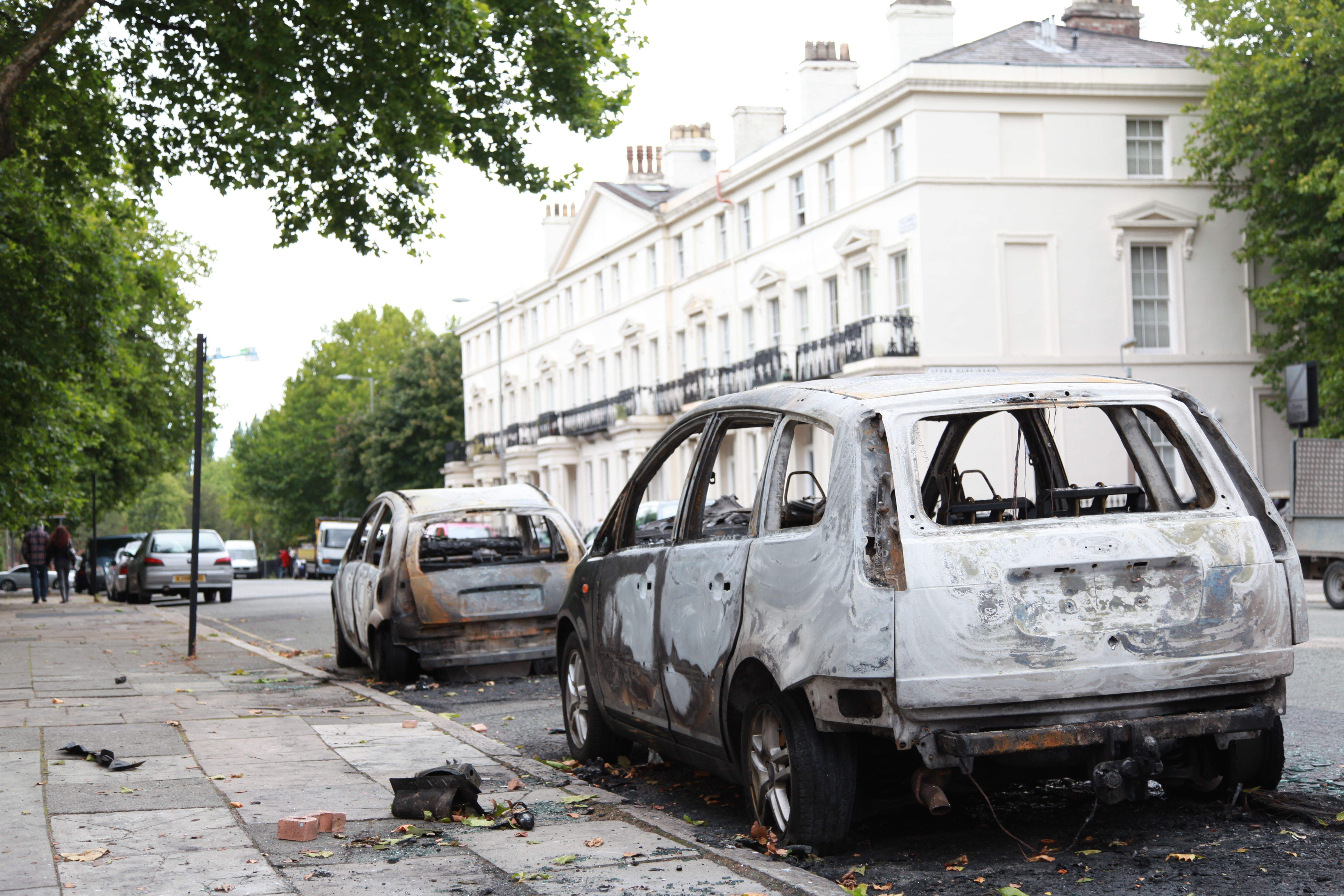
Épaves de véhicules le 9 août (photo prise à 9 h) à Liverpool.
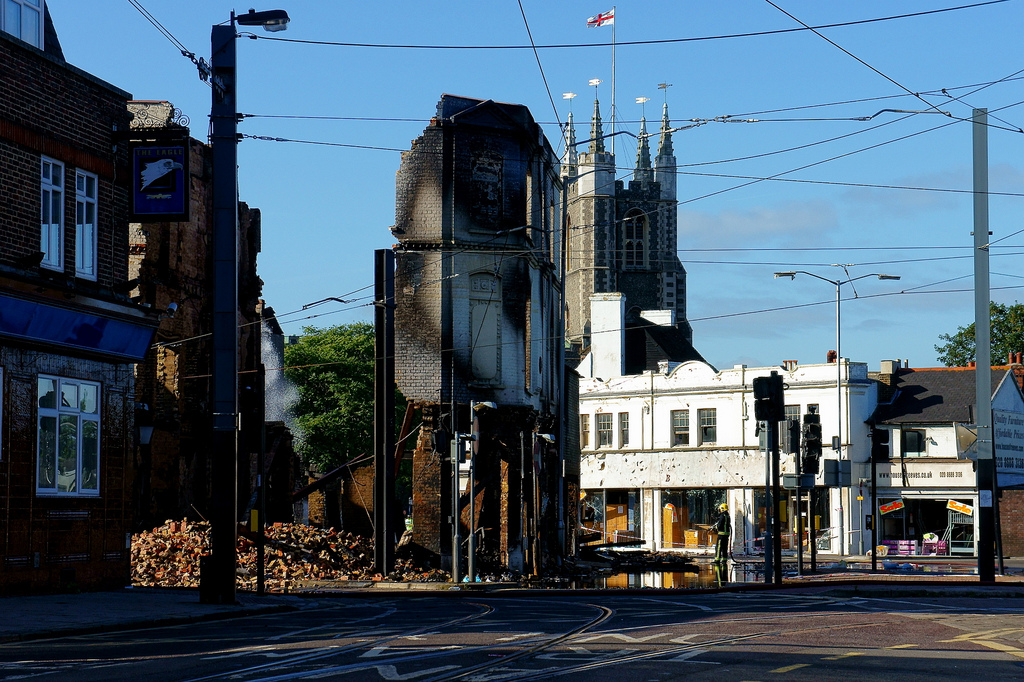
La fin d'une ère : un magasin de meubles en Croydon, House of Reeves, qui date de 1867, a été  détruit par incendie dans les émeutes, le 9 août 2011.

## Réactions de l'État

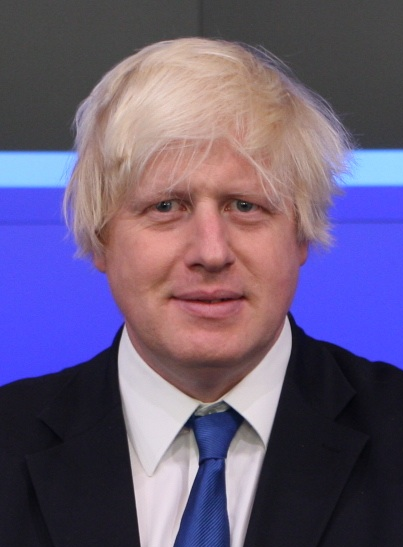
Boris Johnson, maire de Londres lors des émeutes.

Le Premier ministre David Cameron, ainsi que la ministre de l'intérieur Theresa May, le maire de Londres, Boris Johnson, et le chef de l'Opposition Ed Miliband ont mis fin en urgence à leurs vacances et sont rentrés dans la capitale dans le cours de la journée du lundi 8 août.
Le Premier ministre David Cameron assiste à une réunion de crise au COBR et, le 9 août, déclare sur le perron du 10, Downing Street à l'adresse des émeutiers que s'ils sont « assez âgés pour commettre de tels crimes, ils le sont aussi pour être punis par la loi ». Le vice-premier ministre, Nick Clegg, propose que les condamnés réalisent leurs travaux communautaires en combinaison orange, au sein même de leur propre quartier, à des fins d'humiliation. 
Tout le personnel de sécurité a été rappelé, et 16 000 officiers de police assurent le respect de l'ordre dans les rues de Londres le 9 août au soir,,. De nombreux matchs de football sont annulés ou reportés, soit par manque de policiers disponibles ou simplement du fait de la proximité des stades concernés avec les quartiers impliqués dans les émeutes. Le match amical entre l'équipe d'Angleterre de football et celle des Pays-Bas est annulé ainsi que plusieurs rencontres de la Coupe de la Ligue anglaise et le match amical Ghana – Nigeria. Le 11 août, la rencontre Tottenham – Everton, comptant pour la première journée du championnat d'Angleterre et prévue pour le 13 août, est reportée, tout comme Telford United - Luton Town en Conférence Premier (5e division).
La Metropolitan Police a annoncé son intention de faire usage de balles en caoutchouc pour disperser les perturbateurs si nécessaire,.
Face aux émeutes, des groupes d'autodéfense commencent à se constituer dans la nuit du 8 août,. Dans le quartier de Croydon, très touché la veille, les devantures de boutiques sont barricadées dès 17 h le 9 août.
Dans la nuit du 9 au 10 août, si la situation semble s'être calmée à Londres, des incidents éclatent à Manchester, Salford, Liverpool, Wolverhampton, Nottingham, Leicester et Birmingham, où trois hommes, qui faisaient partie d'un groupe d'autodéfense chargé de protéger une station-service et des boutiques, trouvent la mort, renversés par une voiture.
Le 10 août, le Premier ministre autorise la police à utiliser des canons à eau. Une session extraordinaire du Parlement se tient le 11 août.
La justice a décidé de prononcer des peines d'une sévérité qu'elle voulait exemplaire afin de rassurer le public sur la restauration de la loi et de l'ordre. « Le Service des poursuites de la Couronne a immédiatement assoupli le seuil utilisé pour déterminer s'il fallait ou non engager des poursuites. La recommandation selon laquelle les suspects âgés de moins de 18 ans ne devraient pas être jugés pour des délits mineurs a été suspendue. Des actes normalement considérés comme des vols ont été traités comme des cambriolages afin de garantir une peine d'emprisonnement maximale. » Les statistiques officielles indiquent ainsi que 86 % des condamnés pour cambriolage pendant les émeutes ont été immédiatement incarcérés, contre 68 % des condamnés pour le même motif au cours de toute l'année 2010; 86 % des condamnés pour vol, contre 41 % en 2010. Au total, mille huit cents années de prison ont été attribuées par la justice pour une condamnation moyenne de dix-sept mois.
L'instauration d'une justice d'exception pour juger les émeutiers a suscité débats et critiques, notamment de criminologues et d'associations. The Guardian cite ainsi l'exemple de deux jeunes hommes condamnés à quatre ans de prison pour incitation aux troubles via les réseaux sociaux, ou encore celui d'un étudiant condamné à 6 mois de prison pour avoir volé une bouteille d'eau dans un supermarché.

## Appréciation
L'origine des émeutes et de ce qui a été ressenti comme un « déchaînement de violences » fait débat,.
Au Royaume-Uni, l'opinion publique, de droite comme de gauche, impute prioritairement les désordres à la défaillance des parents, à la culture de gang, aux comportements criminels et à l'insuffisance des peines, loin devant les inégalités sociales, le chômage ou les coupes budgétaires. La couverture médiatique, fondée notamment sur une forme de culpabilisation des classes populaires, contribue à modifier le regard porté sur ces dernières, y compris par elles-mêmes. La responsable des investigations au sein de l'institut BritainThinks, à l'origine de nombreuses études sur l'identification aux classes sociales au Royaume-Uni observe : « Je pose la même question, concernant l'identité sociale, depuis la fin des années 1980. Or, depuis peu, la case "classes populaires" semble représenter une insulte. »
Pour Peter Osborne, analyste politique en chef au Daily Telegraph et parmi les principaux commentateurs conservateurs du pays, les émeutes révèlent la « décadence morale » de la société britannique tout entière, la culture de la vénalité et de l'impunité. L'éditorialiste estime que les émeutiers suivaient « tout simplement l'exemple montré par les figures plus âgées et respectées de la société » et accuse le « déclin terrifiant de l'élite gouvernante britannique, au sein de laquelle il est devenu acceptable de mentir et de tricher », faisant notamment allusion au « scandale des notes de frais » révélé en 2009. Cette vision se distingue du slogan « Broken Britain (en) », utilisé depuis 2007 dans les médias conservateurs et populistes britanniques. Ed Miliband, chef de l'opposition travailliste, fait écho à l'analyse d'Osbourne en dénonçant une « crise des valeurs » tandis que le premier ministre David Cameron pointe du doigt l'effondrement des structures familiales et la dépendance excessive envers l'État. La ministre de l'Intérieur, Theresa May, affirme pour sa part que : « Les troubles de cet été n'étaient pas liés à la pauvreté ou à la politique. Il s'agissait de cupidité et de criminalité, alimentées par une culture de l'irresponsabilité et de l'assistanat. » Les émeutes ont également été expliquées comme des actions « d'opportunité » coordonnées par des jeunes dotés de moyens de télécommunications sécurisés de type messagerie BlackBerry et profitant du fait que les policiers étaient dépassés.
En France, le Nouvel Observateur met en avant un « malaise social ». Le Parisien relève aussi la situation sociale dans le quartier à l'origine des émeutes : « il y a aussi qu'à Tottenham, sans doute plus qu'ailleurs dans le royaume, les restrictions budgétaires post-crise ont fait des dégâts. Le taux de chômage est très élevé et le centre social pour les jeunes n'ouvre plus ses portes que deux jours par semaine. » D'autres, comme le sociologue Zygmunt Bauman, y voient la revanche de « consommateurs disqualifiés »,.
Le 14e dalaï-lama a écrit au Premier ministre David Cameron en 2011 pour exprimer sa tristesse et l'exhorter à réfléchir aux causes de ces émeutes. Pour le dalaï-lama, les jeunes ont été amenés à croire que la vie était facile, alors qu'elle ne l'est pas. Le fait de croire que la vie est facile mène à la colère, à la frustration, et à des émeutes.

### Profil des émeutiers
Une étude de The Guardian et de la London School of Economics souligne que les participants aux émeutes présentent pour la plupart un sentiment d'exclusion sociale et du ressentiment envers l’État et la police. Le rapport met en évidence la « colère largement répandue vis-à-vis de la police et la frustration causée par le comportement quotidien des agents de police à leur égard ». 73 % des personnes interrogées avaient été fouillées au cours des douze mois précédents. Seulement 7 % d'entre elles estimaient que la police fait un « bon » ou un « très bon » travail, contre 56 % de la population britannique. D'autre part, 51 % des participants se considéraient comme intégrés à la société, contre 92 % des Britanniques. L'étude infirme également les affirmations du Premier ministre Cameron, selon lequel les gangs étaient « au cœur de la violence » et avaient « coordonné les attaques contre la police et le pillage qui a suivi », alors qu'ils n'ont eu qu'un rôle marginal.
Une autre analyse rédigée à l'intention du gouvernement par le National Centre for Social Research établit que les participants avaient vu dans ces émeutes « quelque chose d'excitant à faire », la « possibilité d'obtenir des choses gratuites » et l'« occasion de prendre sa revanche sur la police ». Enfin, le rapport de la commission formée par le gouvernement et l'opposition au sujet des émeutes relève que « la grande majorité de ces jeunes n'étaient pas considérés comme présentant un risque de délinquance. Cela suggère que nombre d'entre eux ont pris de mauvaises décisions après s'être laissé entraîner ».

## Parallèle avec d'autres émeutes
Le contraste entre la manifestation pacifique dans les rues de Tottenham face au décès de Mark Duggan le 6 août et la montée immédiate des déprédations sont tels que des commentateurs de presse perçoivent les évènements comme les pires flambées qu'ait connu le pays depuis les émeutes de Brixton en 1995 ; d'autres font des parallèles avec l'émeute de Broadwater Farm en 1985 (en), sous l'ère Thatcher : le 6 octobre 1985, de violentes émeutes raciales avaient éclaté dans le même quartier à la suite de la mort de Cynthia Jarrett, Afro-Caribéenne décédée d'un arrêt cardiaque lors d'une fouille policière à son domicile. S'ensuivirent de violents affrontements entre émeutiers noirs et policiers. Les violences firent un second mort, le policier Keith Blakelock, premier policier à mourir lors d'une émeute en Grande-Bretagne depuis 1833. Les émeutes d'Angleterre ont souvent été mises en parallèle avec les émeutes de 2005 en France même si ces dernières ont eu plus de dégâts au niveau matériels, financiers et surtout politique où pour le cas français, le mensonge médiatique[réf. nécessaire] a énormément été reproché par les émeutiers. Les revendications sont les mêmes, violences policières, l'absence de l’État pour cette jeunesse et la stigmatisation de ces quartiers dits "ghetto",.